# Torino Hunte
Torino Hunte (Goirle, 14 december 1990) is een Nederlands voetballer van Surinaamse afkomst die bij voorkeur als vleugelaanvaller speelt.

## Carrière
Hunte doorliep zijn jeugdopleiding bij diverse clubs. In 2013 maakte hij op 22-jarige leeftijd alsnog de overstap naar het profvoetbal middels een opmerkelijke constructie. FC Eindhoven had verzuimd de aanvaller Hunte op tijd te laten overschrijven. 
Doordat de formele transferdeadline bepaalt dat profclubs na 15 juli geen spelers mogen overnemen van amateurclubs werd een omweg gebruikt. Voor buitenlandse clubs geldt deze regel niet waardoor het Belgische Dessel Sport de speler overnam van UNA en hem vervolgens weer doorverkocht aan FC Eindhoven. Zo maakte hij op 9 september 2013 zijn profdebuut in de thuiswedstrijd tegen Jong FC Twente (2-0).
In 2015 nam VVV-Venlo de vleugelspeler transfervrij over van FC Eindhoven. Hunte tekende een tweejarig contract bij de Venlose eerstedivisionist, met een optie voor nog een jaar. Eind maart 2017 werd die optie gelicht, waardoor het verblijf van Hunte bij de club tot medio 2018 werd verlengd. Een jaar later kwamen beide partijen niet tot overeenstemming over een nieuwe verbintenis. In oktober 2018 verbond hij zich voor twee seizoenen aan Almere City. Na afloop van die overeenkomst kreeg hij geen nieuwe aanbieding en ging hij op zoek naar een nieuwe club. Tijdens de voorbereiding op het seizoen 2020-21 was de clubloze aanvaller op proef bij NAC Breda waar Maurice Steijn, zijn voormalige trainer bij VVV, sinds kort werkzaam was. De Goirlenaar slaagde er niet in om een contract af te dwingen bij de Brabantse eerstedivisionist en sloot vervolgens medio september aan bij zijn oude club VVV voor een proefperiode. Die proefperiode resulteerde uiteindelijk ook in een verbintenis. Op 15 oktober 2020 tekende Hunte een overeenkomst voor één seizoen in Venlo, met een optie voor nog een extra seizoen. Na de degradatie in 2021 besloot VVV de optie in zijn contract niet te lichten en na een seizoen alweer afscheid van hem te nemen. Eind januari 2022 tekende de clubloze Hunte een contract tot het einde van het seizoen bij FC Den Bosch. Een half jaar later vertrok de aanvaller naar Roemenië, waar hij een contract tekende bij Politehnica Iași. In november 2022 werd zijn contract daar ontbonden. In januari 2023 sloot Hunte aan bij De Treffers dat uitkomt in de Tweede divisie waar hij een contract tekende voor anderhalf seizoen. Na afloop van dat contract vertrok hij naar derdedivisionist DVS '33 Ermelo waar hij een eenjarige verbintenis ondertekende. Vanwege gebrek aan speelminuten werd Hunte in januari 2025 verhuurd aan tweedeklasser VV Unicum.

## Clubstatistieken
| Seizoen                                | Club             | Competitie     | Competitie | Competitie | Beker | Beker | Play-offs | Play-offs | Totaal | Totaal |
| Seizoen                                | Club             | Competitie     | Wed.       | Dlp.       | Wed.  | Dlp.  | Wed.      | Dlp.      | Wed.   | Dlp.   |
| -------------------------------------- | ---------------- | -------------- | ---------- | ---------- | ----- | ----- | --------- | --------- | ------ | ------ |
| 2013/14                                | FC Eindhoven     | Eerste divisie | 26         | 1          | 2     | 0     | 2         | 0         | 30     | 1      |
| 2014/15                                | FC Eindhoven     | Eerste divisie | 28         | 4          | 1     | 0     | 2         | 0         | 31     | 4      |
| 2015/16                                | VVV-Venlo        | Eerste divisie | 31         | 6          | 0     | 0     | 2         | 0         | 33     | 6      |
| 2016/17                                | VVV-Venlo        | Eerste divisie | 34         | 4          | 2     | 2     | –         | –         | 36     | 6      |
| 2017/18                                | VVV-Venlo        | Eredivisie     | 32         | 3          | 1     | 1     | –         | –         | 33     | 4      |
| 2018/19                                | Almere City FC   | Eerste divisie | 13         | 2          | 1     | 0     | 2         | 0         | 16     | 2      |
| 2019/20                                | Almere City FC   | Eerste divisie | 22         | 0          | 1     | 0     | –         | –         | 23     | 0      |
| 2020/21                                | VVV-Venlo        | Eredivisie     | 21         | 2          | 4     | 0     | –         | –         | 25     | 2      |
| 2021/22                                | FC Den Bosch     | Eerste divisie | 11         | 0          | 0     | 0     | –         | –         | 11     | 0      |
| 2022/23                                | Politehnica Iași | Liga 2         | 10         | 0          | 0     | 0     | –         | –         | 10     | 0      |
| 2022/23                                | De Treffers      | Tweede divisie | 11         | 0          | 0     | 0     | –         | –         | 11     | 0      |
| 2023/24                                | De Treffers      | Tweede divisie | 22         | 2          | 3     | 1     | –         | –         | 25     | 3      |
| 2024/25                                | DVS '33 Ermelo   | Derde divisie  | 9          | 0          | 1     | 0     | –         | –         | 10     | 0      |
| Carrièretotaal                         | Carrièretotaal   | Carrièretotaal | 271        | 24         | 16    | 4     | 8         | 0         | 295    | 28     |
| Bijgewerkt tot en met 26 december 2024 |                  |                |            |            |       |       |           |           |        |        |